# Motor L3B de General Motors
El motor GM L3B es un motor de cuatro cilindros en línea completamente nuevo introducido en la Chevrolet Silverado 2019 y también sería incorporado en el Cadillac CT4-V de 2021. La producción se lleva a cabo en la planta de Spring Hill (Tennessee) de General Motors.

## Características
Incorpora varias tecnologías respecto de su predecesor "Vortec", incluyendo la gestión activa de combustible, que permite desconectar dos cilindros a regímenes de baja carga, arranque y parada automáticos, distribución de válvulas variable y distribución con alzada variable, que permite tres perfiles de levas de admisión diferentes que se accionan electromagnéticamente para proporcionar mejor economía de combustible y rendimiento en todas las condiciones de carga. Incorpora además un sistema activo de gestión térmica, que consiste en una bomba de agua accionada eléctricamente y una válvula rotativa de tres vías que permite que el motor mantenga temperaturas de operación adecuadas y un calentamiento más rápido. Además, una bomba de aceite continuamente variable ayuda a reducir las pérdidas parasitarias y proporciona una lubricación y enfriamiento adecuados al motor, especialmente en condiciones de alta carga.
Dado que el motor es originalmente concebido para su uso en utilitarios ligeros y semipesados, fue diseñado con una carrera de pistón larga de 102 mm (4,02 pulgadas) para de esa manera aumentar el par motor a bajas revoluciones. La carrera larga permite una mejor combustión y, por lo tanto, una mayor relación de compresión. Para minimizar la carga lateral de los pistones contra las paredes del cilindro y reducir la fricción, el cigüeñal se encuentra ligeramente desplazado respecto del eje de los cilindros, lo que permite una posición más vertical para las bielas durante su movimiento. Tanto el cigüeñal como las bielas son de acero forjado para soportar la mayor presión en los cilindros derivada de la sobrealimentación.

### Turbocompresor
BorgWarner desarrolló para este motor un turbocompresor twin-scroll que eleva las ventajas de rendimiento y eficiencia de un turbo convencional, con una respuesta más rápida y mayor par motor a regímenes de baja carga.
En lugar de una sola voluta que alimenta los gases desde el Múltiple de escape para impulsar la turbina en el turbocompresor, el diseño de volutas dobles tiene un par de cámaras separadas con dos entradas de gases de escape y dos boquillas para impulsar la turbina. El diseño permite que los pulsos de escape del motor se aprovechen para un accionamiento más rápido y la posterior producción de impulso, particularmente a bajas revoluciones, evitando la inercia típica de un turbo de mayores dimensiones.
El múltiple de escape está diseñado dividiendo los gases en dos canales separados en la carcasa del turbo. Este diseño, en conjunto con la distribución variable en fase y alzada, aprovecha la turbulencia de los gases para mejorar el flujo disminuyendo la temperatura y reduciendo la inercia (lag) de la turbina.
La válvula de descarga está controlada electrónicamente y se incorpora un intercooler, que permite reducir la temperatura del aire de admisión en aproximadamente 74 °C (165,2 °F). El sistema logra más del 80% de eficiencia de enfriamiento con menos de 2 psi (13,8 kPa) de restricción de flujo a la potencia máxima, lo que contribuye al par motor disponible a bajas revoluciones.

### Distribución
Incorpora un sistema de distribución variable, tanto en fase o duración como en alzada, además de la incorporación del sistema de Gestión Activa de Combustible o desactivación de cilindros, utilizado por primera vez en un motor de cuatro cilindros.
El árbol de levas incorpora tres perfiles de levas distintos, permitiendo una distribución con máxima alzada en condiciones de alto régimen y mínima alzada y duración en condiciones de bajo régimen. Esto se complementa con la desactivación de dos de los cuatro cilindros y el sistema stop-start para reducir el consumo y las emisiones contaminantes. Con la incorporación de estas tecnologías, el par motor máximo está disponible en un rango de revoluciones desde las 1500 hasta las 4000 rpm.

### Otras innovaciones
- Bomba de refrigerante eléctrica utilizado por primera vez en los vehículos utilitarios de GM, que permite eliminar el arrastre de una bomba convencional, permitiendo también mantener la calefacción en la cabina durante la parada del motor debido al sistema stop-start.
- Bomba de aceite de caudal variable, utilizando una bomba de tornillos de desplazamiento variable. De esta manera se ajusta la presión de aceite en función de las condiciones de carga y régimen de operación, eliminando el arrastre de una bomba convencional.
- Inyección directa de combustible a una presión máxima de 20 MPa (204 bar; 2901 psi).
- Múltiple de escape integrado al cabezal de válvulas, para mejorar la transferencia térmica y reducir el tiempo de calentamiento.
- Refrigeración de los pistones y paredes de cilindros mediante chorros de aceite desde el bloque.

## Aplicaciones
- GMC Sierra 1500 2019-presente
- Chevrolet Silverado 2019-presente
- Cadillac CT4 2020-presente